# شهرستان ییلونگ
شهرستان ییلونگ (به لاتین: Yilong County) یک شهرستان‌های جمهوری خلق چین در چین است که در نانچونگ واقع شده‌است.